# 無線通信規則
無線通信規則（むせんつうしんきそく、英語: ITU Radio Regulations、略称 RR）は、国際電気通信連合憲章（ITU憲章）および国際電気通信連合条約（ITU条約）を補足する規則であり、各国の無線通信業務に関する法律および無線周波数の利用を規制する。 
無線通信規則は、ITU憲章・ITU条約・国際電気通信規則(ITR)と並んで国際電気通信連合(ITU)の基本文書の一つである。無線通信規則では、9 kHzから275 GHzまでの周波数分配を規定する。

## 構成
2017年現在承認されている無線通信規則（2012年追加）は、以下のように構成されている。
第1巻 – 条文 (Articles)
- 第1章 – 用語及び技術特性 (Terminology and technical characteristics)
  - 第1節 – 一般用語 (General terms) （1.1-1.15条）
  - 第2節 – 周波数の管理に関する特別用語 (Specific terms related to frequency management) （1.16-1.18条）
  - 第3節 – 無線通信業務（英語版） (Radiocommunication services) （1.19-1.60条）
  - 第4節 – 無線局及び無線方式 (Radio stations and systems) （1.61-1.115条）
  - 第5節 – 運用用語 (Operational terms) （1.116-1.136条）
  - 第6節 – 放射及び無線装置の特性 (Characteristics of Emissions and Radio Equipment) （1.137-1.165条）
  - 第7節 – 周波数の共用 (Frequency Sharing) （1.166-1.176条）
  - 第8節 – 宇宙に関連する技術用語 (Technical terms relating to space） （1.177-1.191条）
- 第2章 – 周波数 (Frequencies)
- 第3章 – 周波数割当てプラン及びプラン変更の調整、通告及び登録 (Coordination, notification and recording of frequency assignments and Plan modifications)
- 第4章 – 混信 (Interferences)
- 第5章 – 管理規定 (Administrative provisions)
- 第6章 – 業務（英語版）及び局に関する規定 (Provisions for services and stations)
- 第7章 – 遭難通信及び安全通信 (Distress and safety communications)
- 第8章 – 航空業務 (Aeronautical services)
- 第9章 – 海上業務 (Maritimer services)
- 第10章 – 無線通信規則の効力発生に関する規定 (Provisions for entry into force of the Radio Regulations)

第2巻 – 付録 (Appendices)

第3巻 – 決議及び勧告 (Resolutions and Recommendations)

第4巻 – 参照により組み込まれるITU-R勧告 (ITU-R Recommendations incorporated by reference)

## 定義
無線通信規則では、以下のことを定義している。
- 異なる周波数帯の異なる無線通信業務への分配
- 無線局、特に送信機によって観測される必須の技術的パラメータ
- 各国政府による無線局の周波数割り当ての調整（技術的適合性の確保）および通知（国際周波数登録原簿(MIFR: Master International Frequency Register)における正式な記録および保護）の手順
- その他の手続および運営規定

無線通信規則の起草、改訂、採択は、ITUの世界無線通信会議(WRC)で行われる。WRCは通常3年または4年ごとに開催される。
2023年現在で最新の無線通信規則である2020年版には、WRC-12で採択し改訂した全ての記事、附属書、決議、およびITU-Rが提出した提言のサブセットが含まれる。